# Grodzik
Grodzik (niem. Burgberg, 615 m n.p.m.) – szczyt w Grzbiecie Wschodnim Gór Kaczawskich, leżący w jego zachodniej części. 
Znajduje się w masywie utworzonym przez Lubrzę, Niedźwiedzie Skałki, Skibę i Lisiankę. Stanowi północmno-zachodnie odgałęzienie od Lubrzy.
U północmno-zachodnich podnóży Grodzika leży Mysłów.
Zbudowany jest ze staropaleozoicznych skał metamorficznych pochodzenia wulkanicznego – masywnych zieleńców i podrzędnie łupków zieleńcowych z wkładkami łupków serycytowych i fyllitów. Południowe zbocza tworzą łupki krzemionkowe i fyllity. Na północ od szczytu zalegają złupkowane metaryodacyty. Całość należy do metamorfiku kaczawskiego. Na szczycie i zboczach znajdują się niewielkie skałki.
Masyw porastają lasy świerkowe z domieszką buka i innych gatunków, niżej rozpościerają się łąki.

## Szlaki turystyki pieszej
Poniżej południowo-zachodnich zboczy, przechodzi szlak:
- żółty – biegnący z Płoniny przez Mysłów do Wojcieszowa[1][2].